# Dylan Fairchild
Dylan Cooper Fairchild (8 maggio 2003) è un giocatore di football americano statunitense che milita nel ruolo di guardia per i Cincinnati Bengals della National Football League (NFL).

## Carriera universitaria
Nelle prime due stagioni a Georgia, Fairchild giocò principalmente come riserva, con i Bulldogs che conquistarono due titoli nazionali consecutivi. Nel 2023 disputò 14 partite, di cui 10 come titolare. Dopo la stagione 2024, in cui fu inserito nella seconda formazione ideale della Southeastern Conference, annunciò la sua intenzione di passare tra i professionisti.

## Carriera professionistica

### Cincinnati Bengals
Fairchild fu scelto nel corso del terzo giro (81º assoluto) del Draft NFL 2025 dai Cincinnati Bengals.